# 過海隧道巴士671線
過海隧道巴士671線是香港一條過海巴士路線，來往鴨脷洲（利樂街）及鑽石山站，途經鴨脷洲大橋、黃竹坑、香港仔隧道、銅鑼灣、北角、東區海底隧道、觀塘、牛頭角、九龍灣及新蒲崗等地方，是港島南區首條東隧專利過海巴士路線，亦是繼681線及621線後城巴第三條東隧專利過海巴士路線。其特快輔助線671X線於平日星期一至五上午繁忙時間由鴨脷洲（利樂街）單向開往鑽石山站，但離開香港仔隧道後改經東區走廊，而不經銅鑼灣至北角。

## 歷史
城巴繼來往鴨脷洲及九龍西的171線的成功後，並鑑於觀塘市中心並未有任何來往港島南區的直接公共交通服務（當時東九龍只有九龍灣及新蒲崗有直達港島南區的107線，但並不服務觀塘市中心），便向運輸署申請開辦一條來往鴨脷洲經東隧至東九龍的巴士路線，原擬定路線編號為「692」，並得到批准，路線最終於1997年8月才開辦，編號改為671，至於「692」這個編號後來在2002年8月被因應將軍澳綫通車而由691系列路線及693系列路線合併而成的兩條過海巴士路線所使用（但兩線均已分別於2013年11月30日及2018年9月24日因客量偏低而被取消）。由於鴨脷洲眾多巴士總站均沒有剩餘車坑容納新線，最終決定將總站設於鴨脷洲工業區的利樂街，成為當時該區首條全日服務的公共交通路線。
本線全程里數26.7公里，僅次於來往赤柱的973線，是眾多以九龍為總站的專利過海巴士路線中，行車里數排行第二。
- 1997年8月29日：本線投入服務，當時九龍區總站以鑽石山鳳德道近龍蟠苑停車場作為臨時總站。
- 1997年11月2日：鑽石山站公共運輸交匯處啟用後，本線總站由鳳德道遷往該處。
- 1999年12月20日：往鴨脷洲（利樂街）方向不再途經高士威道、伊榮街、邊寧頓街、怡和街、軒尼詩道、堅拿道巴士專線、堅拿道東、摩理臣山道及黃泥涌道，改經清風街天橋、維園道、告士打道及堅拿道天橋前往香港仔隧道，並在告士打道近鵬利中心加設分站。
- 2001年9月24日：九巴和城巴推出東區海底隧道九龍入口往港島區之「八達通巴士轉乘優惠計劃」，本線與606及619線成為計劃內的首批路線。
- 2012年11月26日：平日由鴨脷洲開出之頭班車提早5分鐘開出（即開06:25），同時略為調整周一至五首三班車及周六首四班車之開出時間。
- 2016年4月17日：九巴班次增設到站時間預報。
- 2017年5月1日：因應南港島綫通車，本線調整班次，削減晚間班次至30-45分鐘一班。
- 2017年7月17日：取消星期一至五由九龍灣站開出的特別班次。
- 2018年5月28日：城巴班次增設實時抵站時間查詢服務。
- 2020年9月28日：671X線開辦，逢星期一至五（公眾假期除外）由鴨脷洲（利樂街）單向開出兩班往鑽石山站[3][4][5]。

## 服務時間（詳細班次）
671
| 鴨脷洲（利樂街）開 | 鴨脷洲（利樂街）開 | 鴨脷洲（利樂街）開 | 鴨脷洲（利樂街）開 | 鴨脷洲（利樂街）開 | 鴨脷洲（利樂街）開 | 鴨脷洲（利樂街）開 |
| 星期一至五         | 星期一至五         | 星期一至五         | 星期一至五         | 星期一至五         | 星期一至五         | 星期一至五         |
| ------------------ | ------------------ | ------------------ | ------------------ | ------------------ | ------------------ | ------------------ |
| 06:25              | 06:50              | 07:10              | 07:40              | 07:55              | 08:20              | 08:45              |
| 09:10              | 09:35              | 10:05              | 10:35              | 11:05              | 11:35              | 12:05              |
| 12:35              | 13:05              | 13:35              | 14:05              | 14:35              | 15:05              | 15:35              |
| 16:05              | 16:35              | 17:05              | 17:25              | 17:55              | 18:25              | 18:50              |
| 19:15              | 19:45              | 20:15              |                    |                    |                    |                    |
| 星期六             |                    |                    |                    |                    |                    |                    |
| 06:25              | 06:55              | 07:25              | 07:55              | 08:25              | 08:55              | 09:25              |
| 09:55              | 10:25              | 10:55              | 11:25              | 11:50              | 12:25              | 12:55              |
| 13:25              | 13:55              | 14:25              | 14:55              | 15:25              | 15:55              | 16:25              |
| 16:55              | 17:25              | 17:55              | 18:25              | 18:55              | 19:35              | 20:15              |
| 星期日及公眾假期   |                    |                    |                    |                    |                    |                    |
| 07:30              | 07:55              | 08:25              | 08:55              | 09:25              | 09:55              | 10:25              |
| 10:55              | 11:25              | 11:55              | 12:25              | 12:55              | 13:25              | 13:55              |
| 14:25              | 14:55              | 15:25              | 15:55              | 16:25              | 16:55              | 17:25              |
| 17:55              | 18:25              | 19:05              | 19:45              |                    |                    |                    |

| 鑽石山站開       | 鑽石山站開 | 鑽石山站開 | 鑽石山站開 | 鑽石山站開 | 鑽石山站開 | 鑽石山站開 |
| 星期一至五       | 星期一至五 | 星期一至五 | 星期一至五 | 星期一至五 | 星期一至五 | 星期一至五 |
| ---------------- | ---------- | ---------- | ---------- | ---------- | ---------- | ---------- |
| 06:30            | 06:50      | 07:05      | 07:20      | 07:35      | 07:55      | 08:15      |
| 08:40            | 09:05      | 09:35      | 10:05      | 10:35      | 11:05      | 11:35      |
| 12:05            | 12:35      | 13:05      | 13:35      | 14:05      | 14:35      | 15:05      |
| 15:35            | 16:05      | 16:35      | 17:05      | 17:30      | 17:55      | 18:20      |
| 18:50            | 19:20      | 19:50      | 20:15      |            |            |            |
| 星期六           |            |            |            |            |            |            |
| 06:30            | 07:00      | 07:30      | 08:00      | 08:30      | 09:00      | 09:30      |
| 10:00            | 10:30      | 11:00      | 11:30      | 12:00      | 12:30      | 13:00      |
| 13:30            | 14:00      | 14:30      | 15:00      | 15:30      | 16:00      | 16:30      |
| 17:00            | 17:30      | 18:00      | 18:30      | 19:00      | 19:30      | 20:15      |
| 星期日及公眾假期 |            |            |            |            |            |            |
| 07:30            | 08:00      | 08:30      | 09:00      | 09:30      | 10:00      | 10:30      |
| 11:00            | 11:30      | 12:00      | 12:30      | 13:00      | 13:30      | 14:00      |
| 14:30            | 15:00      | 15:30      | 16:00      | 16:30      | 17:00      | 17:30      |
| 18:00            | 18:30      | 19:00      | 19:45      |            |            |            |

671X
- 星期一至五：
  - 鴨脷洲（利樂街）開：07:35、07:50

星期六、日及公眾假期不設服務
- 註：有紅字班次為九巴派車，其餘班次為城巴派車。

## 收費
671(X)
全程：$14.7
- 過香港仔隧道後往鑽石山站：$12.2（只適用於671線）
- 過東區海底隧道後往鑽石山站：$7.7
- 過東區海底隧道後往鴨脷洲（利樂街）：$10.8（只適用於671線）
- 過香港仔隧道後鴨脷洲（利樂街）：$6.1（只適用於671線）

| - 本線設有12歲以下小童及65歲或以上長者半價優惠。 - 65歲或以上香港居民使用「樂悠咭」，以及12歲以下合資格殘疾兒童使用「殘疾人士身份」個人八達通繳付車資，均可享有每程$2.0或半價（以較低者為準）的票價優惠；12至64歲合資格殘疾人士使用「殘疾人士身份」個人八達通（包括「樂悠咭」），以及60至64歲香港居民使用「樂悠咭」繳付車資，均可享有每程$2.0或全費（以較低者為準）的票價優惠。 - 65歲或以上長者如使用長者或一般個人八達通繳付車資，則只可享有半價優惠；12至64歲合資格殘疾人士如不使用「殘疾人士身份」個人八達通，以及60至64歲人士如不使用「樂悠咭」繳付車資，必須繳付全費。 - 乘客可以現金或八達通於上車時付款，不設找續。 - 每位成人乘客可免費攜帶最多兩名4歲以下而不佔座位的兒童乘客乘車，超額之4歲以下小童必須繳付小童車費乘車。 - 持有「九巴月票」之乘客在車票有效期內，每日可享最多10程任何九龍巴士及龍運巴士路線（包括本路線，合資格車程只適用於九龍巴士／龍運巴士提供的班次；惟乘搭機場「A」及「NA」線則可享原價二七折優惠（不會計算每天10次合資格車程））；而B1線則可每日可享最多2程（不會計算每天10次合資格車程）。 - 九龍巴士、城巴、龍運巴士及陽光巴士全職員工及家屬（不包括外判職員）可免費乘搭本路線（陽光巴士員工及家屬只適用於九龍巴士提供的班次），惟必須拍職員或職員家屬八達通。 - 乘客亦可使用AlipayHK「易乘碼」、支付寶、WeChatHK／微信支付「搭車碼」、銀聯雲閃付「乘車碼」及BOC Pay「乘車碼」、具有感應式支付功能的JCB、卡美國運通、大來國際、Discover Card（只適用於九龍巴士／龍運巴士提供的班次）、VISA、Mastercard及銀聯卡，以及Apple Pay、Google Pay及Samsung Pay流動支付平台繳付車資。九巴班次的乘客使用上述付款方式，將只可享有與其他九巴路線／聯營路線九巴班次之轉乘優惠；城巴班次的乘客使用上述付款方式，將只可享有與其他城巴獨營路線或聯營線城巴班次之轉乘優惠。乘客亦不能享有「公共交通費用補貼計劃」及「長者及合資格殘疾人士公共交通票價優惠計劃」。 |

## 八達通轉乘優惠
乘客登上本線往港島方向後150分鐘內以同一張八達通卡於東區海底隧道收費廣場轉乘以下路線往港島方向，或從以下路線登車後150分鐘內以同一張八達通卡於東區海底隧道收費廣場轉乘本線往港島方向，次程可獲$5折扣優惠：
使用八達通卡乘搭此路線往港島方向之乘客，若於登車後150分鐘內在東區海底隧道巴士轉乘站以同一張八達通卡轉乘下列路線往港島，第二程成人票價可減收$5.0，小童／長者票價減收$2.5：
| 東隧轉乘優惠計劃路線列表 | 東隧轉乘優惠計劃路線列表 | 東隧轉乘優惠計劃路線列表 | 東隧轉乘優惠計劃路線列表 |
| 巴士公司                 | 轉乘路線                 | 出發地                   | 目的地                   |
| ------------------------ | ------------------------ | ------------------------ | ------------------------ |
| 城巴、九巴               | 302                      | 慈雲山（北）             | 上環                     |
| 城巴、九巴               | 302A                     | 慈雲山（北）             | 北角（健康村）           |
| 城巴、九巴               | 307                      | 大埔中心                 | 中環碼頭                 |
| 城巴、九巴               | 307A                     | 大埔頭                   | 上環                     |
| 城巴、九巴               | 307P                     | 大埔（汀太路）           | 天后站                   |
| 九巴                     | 373                      | 聯和墟                   | 中環（香港站）           |
| 城巴、九巴               | 601                      | 寶達                     | 金鐘（東）               |
| 城巴、九巴               | 601P                     | 寶達                     | 上環                     |
| 九巴                     | 603                      | 平田                     | 中環碼頭                 |
| 九巴                     | 603A                     | 平田                     | 中環                     |
| 九巴                     | 603S                     | 平田                     | 中環                     |
| 城巴、九巴               | 606                      | 彩雲（豐盛街）           | 小西灣（藍灣半島）       |
| 城巴、九巴               | 606A                     | 彩雲（豐盛街）           | 耀東邨                   |
| 城巴、九巴               | 606X                     | 九龍灣                   | 小西灣（藍灣半島）       |
| 城巴                     | 608                      | 九龍城（盛德街）         | 筲箕灣                   |
| 九巴                     | 613                      | 安泰（西）               | 筲箕灣                   |
| 九巴                     | 613A                     | 安泰（西）               | 杏花邨                   |
| 城巴、九巴               | 619                      | 順利                     | 中環（港澳碼頭）         |
| 城巴、九巴               | 619P                     | 順利                     | 中環（港澳碼頭）         |
| 城巴、九巴               | 641                      | 啟業                     | 中環（港澳碼頭）         |
| 城巴、九巴               | 671                      | 鑽石山站                 | 鴨脷洲（利樂街）         |
| 九巴                     | 673                      | 上水                     | 中環（香港站）           |
| 九巴                     | 673A                     | 上水                     | 中環（林士街）           |
| 九巴                     | 673P                     | 上水                     | 中環（林士街）           |
| 城巴、九巴               | 678                      | 上水                     | 銅鑼灣（東院道）         |
| 城巴、九巴               | 680                      | 利安                     | 金鐘（東）               |
| 城巴、九巴               | 680B                     | 富安花園                 | 金鐘（東）               |
| 城巴、九巴               | 680P                     | 烏溪沙站                 | 金鐘（東）               |
| 城巴、九巴               | 680X                     | 烏溪沙站                 | 中環（港澳碼頭）         |
| 城巴、九巴               | 681                      | 馬鞍山市中心             | 中環（香港站）           |
| 城巴、九巴               | 681P                     | 耀安                     | 上環                     |
| 城巴                     | 682                      | 烏溪沙站                 | 柴灣（東）               |
| 城巴                     | 682A                     | 馬鞍山市中心             | 柴灣（東）               |
| 城巴                     | 682B                     | 沙田（水泉澳邨）         | 柴灣（東）               |
| 城巴                     | 682P                     | 烏溪沙站                 | 柴灣（東）               |
| 城巴、九巴               | 690                      | 康盛花園                 | 中環（交易廣場）         |
| 城巴、九巴               | 690P                     | 康盛花園                 | 中環（交易廣場）         |
| 城巴                     | 694                      | 調景嶺站                 | 小西灣邨                 |

## 用車
本線開辦初期，城巴和九巴均使用富豪奧林比安11米雙層巴士作為主要派車，前者更會派出12米巴士行走。而為配合政府政策，本線打從2001年，換入配備歐盟二型引擎的巴士行走，以符合排放要求。城巴在這方面可說是無甚變動，可是九巴為了本線，以及途經銅鑼灣怡和街和中環的過海隧道巴士603線及619線同時更換派車，則需要大費周章地從屯門和沙田車廠引入該種巴士。2002年，九巴把同屬九龍灣車廠的四輛符合環保要求且載客量較高的富豪奧林比安12米雙層巴士，從89C線引進過來。2003年沙士肆虐期間，城巴在假日為途經東區海底隧道的606線、690線及本路線，臨時改派猛獅NL262單層巴士行走，以減低營運開支，直至客量回升為止。2005年，九巴首次以特低地台巴士作為常用派車，首批用車為丹尼士三叉戟三型12米。翌年，配上Wright車身、直樓梯的富豪B9TL巴士成為本線主要用車，一躍成為南區、九龍東和東區海底隧道用車最新的路線之一。
現時本線九巴主要的用車為4輛富豪B9TL 12米（AVBWU）及2輛比亞迪B12D 12米（BED），均屬九龍灣車廠。 
| 車隊編號 | 車牌   |
| -------- | ------ |
| AVBWU455 | UL8436 |
| AVBWU553 | UW2325 |
| AVBWU582 | UX3260 |
| AVBWU793 | VM3790 |
| BED      |        |
| BED      |        |

## 行車路線
671(X)
鴨脷洲（利樂街）開經：利樂街、利南道、怡南路、海怡路、鴨脷洲橋道、鴨脷洲徑、利東邨道、鴨脷洲徑、鴨脷洲橋道、黃竹坑道、香港仔隧道、黃泥涌道、摩理臣山道、天樂里、軒尼詩道、怡和街、高士威道、英皇道、民康街、東區走廊、東區海底隧道、鯉魚門道、觀塘道、觀塘道下通道、觀塘道、彩虹交匯處、龍翔道、彩虹道、蒲崗村道、鳳德道及龍蟠街。
671X依671原線駛至香港仔隧道後，改經黃泥涌峽天橋、堅拿道天橋、告士打道、維園道，然後返回東區走廊671原線，而不經斜體字之路段。
鑽石山站開經：龍蟠街、大磡道、上元街，鳳德道、蒲崗村道、彩虹道、彩虹邨通道、太子道東、觀塘道、觀塘道下通道、觀塘道、鯉魚門道、藍田公共運輸交匯處、鯉魚門道、東區海底隧道、東區走廊、民康街、英皇道、清風街天橋、告士打道、堅拿道天橋、黃泥涌峽天橋、香港仔隧道、黃竹坑道、鴨脷洲橋道、鴨脷洲徑、利東邨道、鴨脷洲徑、鴨脷洲橋道、怡南路、海怡路、鴨脷洲橋道、利南道、利興街及利樂街。

### 沿線車站

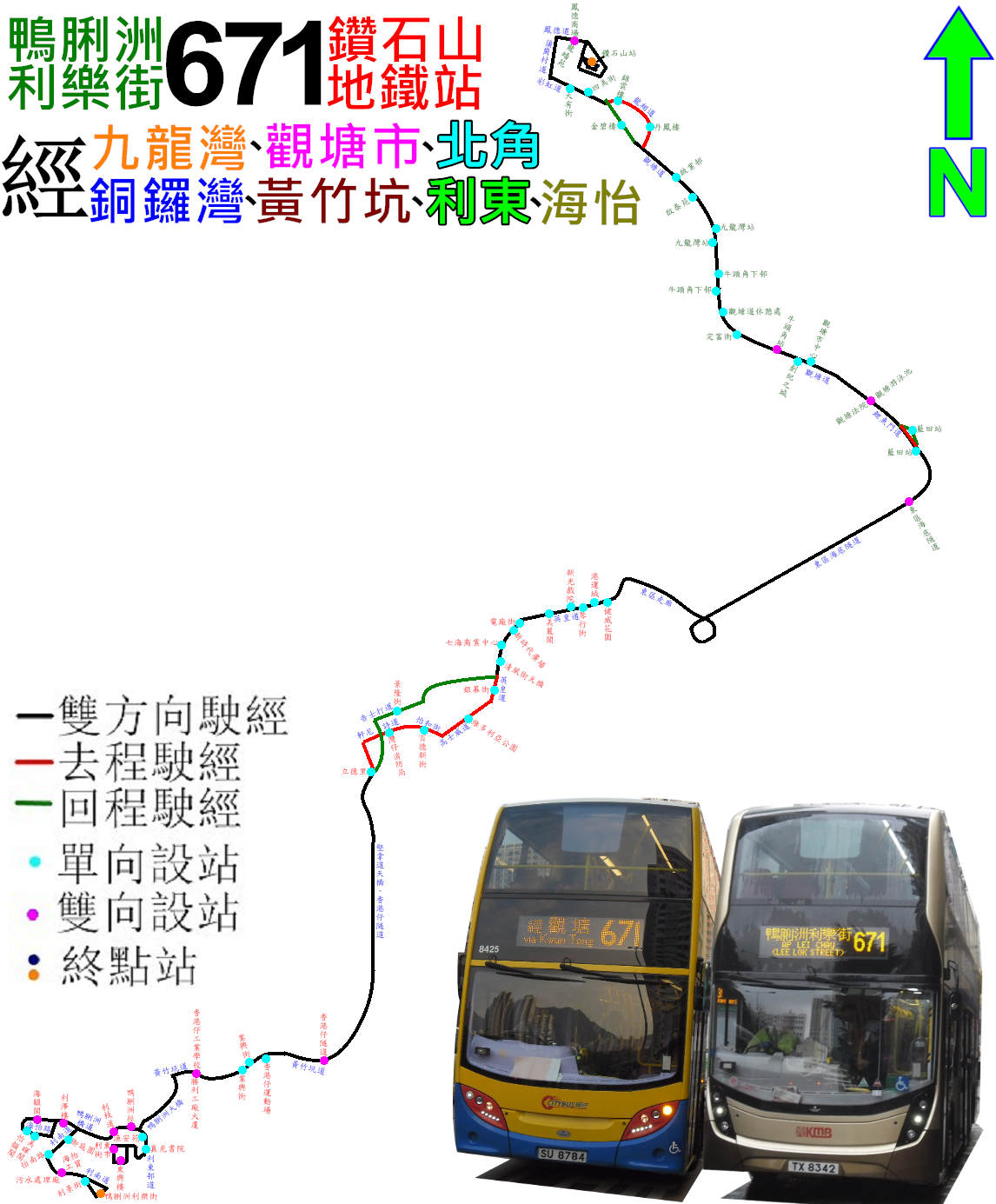
671線的走線圖

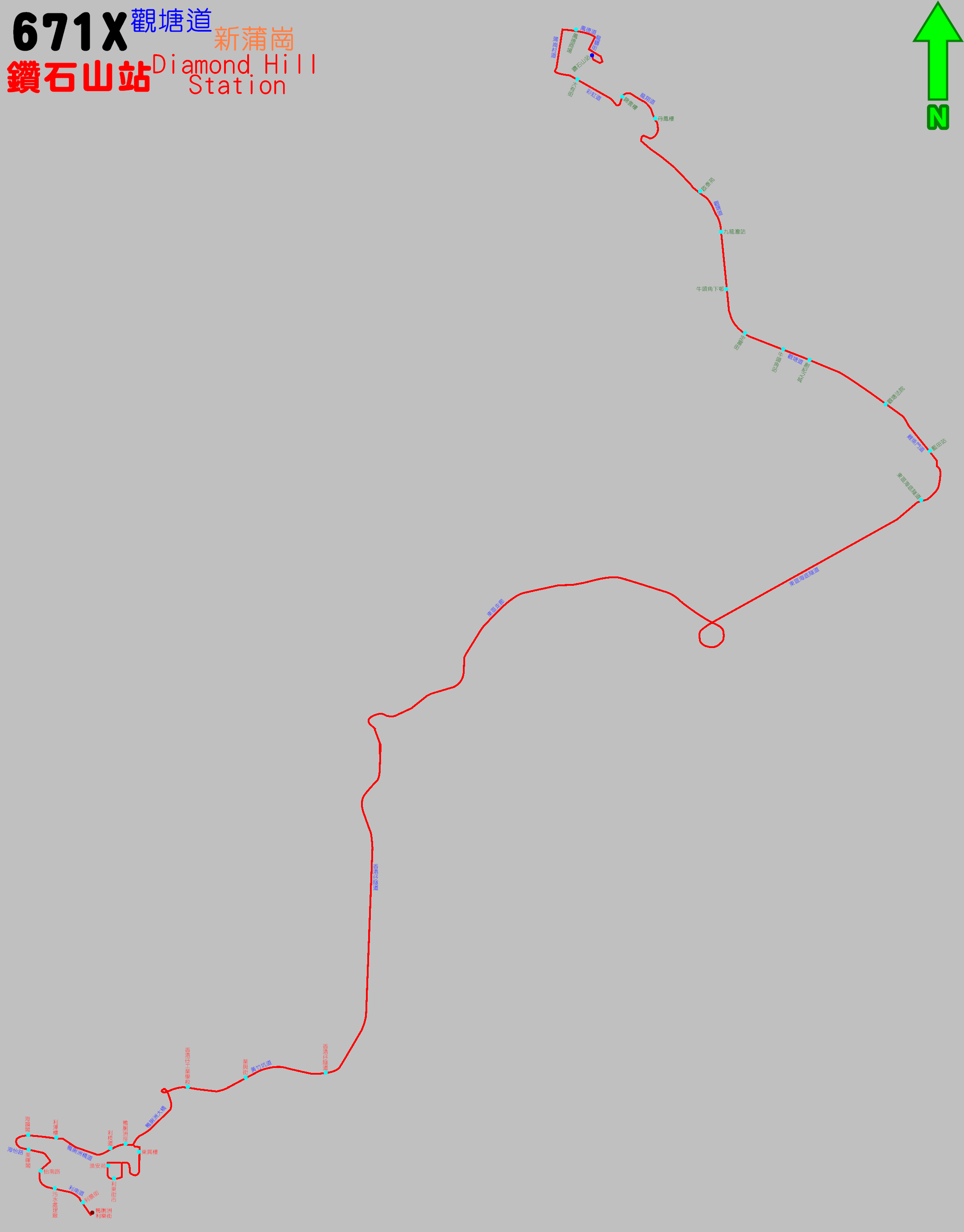
671X線的走線圖

671(X)
| 鴨脷洲（利樂街）開 | 鴨脷洲（利樂街）開       | 鴨脷洲（利樂街）開       | 鑽石山站開 | 鑽石山站開               | 鑽石山站開               |
| 序號               | 車站名稱                 | 位置                     | 序號       | 車站名稱                 | 位置                     |
| ------------------ | ------------------------ | ------------------------ | ---------- | ------------------------ | ------------------------ |
| 1                  | 鴨脷洲（利樂街）         | 鴨脷洲（利樂街）巴士總站 | 1          | 鑽石山站巴士總站         | 鑽石山站公共運輸交匯處   |
| 2                  | 利景街                   | 利南道                   | 2          | 龍蟠苑                   | 鳳德道                   |
| 3                  | 凱玥                     | 利南道                   | 3          | 四美街                   | 彩虹道                   |
| 4                  | 蜆殼新鴨脷洲油庫         | 利南道                   | 4          | 彩虹邨金碧樓             | 彩虹邨通道               |
| 5                  | 海怡半島美暉閣           | 海怡路                   | 5          | 啟業邨                   | 觀塘道                   |
| 6                  | 海怡半島海韻閣           | 海怡路                   | 6          | 九龍灣站                 | 觀塘道                   |
| 7                  | 鴨脷洲邨利澤樓           | 鴨脷洲橋道               | 7          | 牛頭角下邨               | 觀塘道                   |
| 8                  | 利枝道                   | 鴨脷洲橋道               | 8          | 觀塘道休憩處             | 觀塘道                   |
| 9                  | 鴨脷洲徑                 | 鴨脷洲橋道               | 9          | 創紀之城（U7）           | 觀塘道                   |
| 10                 | 利東邨東興樓             | 利東邨道                 | 10         | 觀塘市中心（T6）         | 觀塘道                   |
| 11                 | 利東街市                 | 利東邨道                 | 11         | 觀塘游泳池（R3）         | 鯉魚門道                 |
| 12                 | 漁安苑                   | 利東邨道                 | 12         | 藍田站                   | 藍田公共運輸交匯處       |
| 13                 | 香港仔工業學校           | 黃竹坑道                 | 13         | 東區海底隧道轉車站（K1） | 東區海底隧道             |
| 14                 | 業興街                   | 黃竹坑道                 | 14         | 健威花園                 | 英皇道                   |
| 15                 | 香港仔隧道巴士轉乘站     | 黃竹坑道                 | 15         | 琴行街                   | 英皇道                   |
| 16*                | 立德里                   | 摩理臣山道               | 16         | 美麗閣                   | 英皇道                   |
| 17*                | 灣仔消防局               | 軒尼詩道                 | 17         | 新時代廣場               | 英皇道                   |
| 18*                | 百德新街                 | 怡和街                   | 18         | 清風街天橋               | 英皇道                   |
| 19*                | 維多利亞公園             | 高士威道                 | 19         | 景隆街                   | 告士打道                 |
| 20*                | 銀幕街                   | 英皇道                   | 20         | 香港仔隧道巴士轉乘站     | 黃竹坑道                 |
| 21*                | 七海商業中心             | 英皇道                   | 21         | 黃竹坑遊樂場             | 黃竹坑道                 |
| 22*                | 電廠街                   | 英皇道                   | 22         | 業興街                   | 黃竹坑道                 |
| 23*                | 書局街                   | 英皇道                   | 23         | 勝利工廠大廈             | 黃竹坑道                 |
| 24*                | 港運城                   | 英皇道                   | 24         | 香港真光書院             | 利東邨道                 |
| 25                 | 東區海底隧道轉車站（L1） | 東區海底隧道             | 25         | 利東邨東興樓             | 利東邨道                 |
| 26                 | 藍田站                   | 鯉魚門道                 | 26         | 利東街市                 | 利東邨道                 |
| 27                 | 觀塘法院（F4）           | 鯉魚門道                 | 27         | 鴨脷洲徑                 | 鴨脷洲橋道               |
| 28                 | 創紀之城（B10）          | 觀塘道                   | 28         | 利枝道                   | 鴨脷洲橋道               |
| 29                 | 牛頭角站（A1）           | 觀塘道                   | 29         | 御庭園                   | 海怡路                   |
| 30                 | 定富街                   | 觀塘道                   | 30         | 海怡半島美暉閣           | 海怡路                   |
| 31                 | 牛頭角下邨               | 觀塘道                   | 31         | 海怡半島海韻閣           | 海怡路                   |
| 32                 | 九龍灣站                 | 觀塘道                   | 32         | 鴨脷洲邨                 | 鴨脷洲橋道               |
| 33                 | 啟泰苑                   | 觀塘道                   | 33         | 鴨脷洲橋道遊樂場         | 利南道                   |
| 34                 | 彩虹邨丹鳳樓             | 龍翔道                   | 34         | 凱玥                     | 利南道                   |
| 35                 | 彩虹邨錦雲樓             | 龍翔道                   | 35         | 新海怡廣場               | 利南道                   |
| 36                 | 大有街                   | 彩虹道                   | 36         | 鴨脷洲（利樂街）         | 鴨脷洲（利樂街）巴士總站 |
| 37                 | 鳳德商場                 | 鳳德道                   |            |                          |                          |
| 38                 | 鑽石山站巴士總站         | 鑽石山站公共運輸交匯處   |            |                          |                          |

- 671X線不停有 * 號之車站。

## 客量及發展
本線主要為來往南區、銅鑼灣、北角和九龍東的乘客，提供比港鐵直接而舒適的服務，亦能夠為其他巴士路線如城巴99線、過海隧道巴士116線、601線、619線等作出支援。不過，此線全程途經繁忙的道路，如香港仔隧道、怡和街／告士打道、英皇道、觀塘道、彩虹交匯處、龍翔道等，是導致其班次不穩定的主因，即使早年在前往南區方向改用較直接路徑，惟對班次的穩定性幫助不大。
本線在上下班繁忙時間經常坐滿甚至頂閘，但在其他時段客量只屬一般，班次也很疏落，儘管巴士公司早年在其分站貼出途經地點和所需時間的告示，路線仍然乏人問津。因此，該些時段幾可說是沒有固定的客源，而營辦商之一的城巴，更會派出單層巴士行走，務求減低營運成本。至於星期日及公眾假期，黃竹坑海洋公園、灣仔、銅鑼灣，以及九龍東的大型購物商場和住宅群，有足夠客量以維持使用雙層巴士提供服務，而該線亦在港鐵將軍澳線通車後吸引觀塘藍田居民轉用前往北角至銅鑼灣區以避開油塘站轉車之苦。在農曆新年前夕，更有機會延長服務時間至深夜，及開辦通宵服務N671線，但營辦商會不時作出檢討，故這兩項改動存在著變數。
另一方面，本線繁忙時間客量相當可觀，兩間巴士公司均作出適當調配，以加強班次。九巴一直也有派出來自11和113線的用車，在繁忙時間改走本線；而在晚間停止服務後，本線則會有車輛改走116線。
為配合港鐵南港島綫於2016年通車，由於本線來往南區及東區的服務範圍與城巴99線重疊，加上來往鴨脷洲工業區的客源極少，而本線的主要客源是前往東九龍的鴨脷洲居民，南區區議員柴文瀚亦曾指運輸署建議取消本線，而被居民反對，但最終在《配合西港島線及南港島線（東段）通車的公共運輸服務重組計劃》中仍被建議取消本線。
2014年3月，運輸署表示取得市民意見後，決定保留本線的服務，但建議改經海底隧道及啟德隧道，九龍區總站由鑽石山站遷至觀塘碼頭，途經九龍灣商貿區，只於繁忙時間提供對開三班的服務，並更改編號為「176」。同年5月有區議員建議城巴進行試車，測試紅隧及東隧的行車時間。同年5月16日，城巴安排區議員分批試乘行走東隧的671X和行走紅隧的176。試驗結果為行走紅隧的176較快到達九龍灣、牛頭角及觀塘，但不論是改為176的方案，還是改經東區走廊之方案，都遭受黃大仙區議會反對而告終。2016年南港島綫通車後，本線的非繁忙時間客量依然有37%，高於作為標準的30%，因此擱置任何縮減服務時段之提議。
於2020年，運輸署採納2016年5月份原有671線建議改動的走線方案，建議開辦經東區走廊及東隧的671X線，並於2020年9月28日投入服務，這表示176線方案已被永久擱置。

## 資料來源
1. ↑  〈鑽石山至海怡半島 692本年九月九日起服務〉，《黃大仙星報》，1996年1月8日。
2. ↑  因應超出過海路線「最高准許收費」的25公里界線，按現時的收費等級，本線的全程收費可逹$20.3
3. ↑  香港特別行政區政府運輸署，〈開辦過海隧巴第671X號線（鴨脷洲（利樂街）往鑽石山站） （页面存档备份，存于）〉［交通通告］，2020年9月23日。
4. ↑  城巴有限公司，〈城巴開辦671X號線 （页面存档备份，存于）〉［新聞稿］，2020年9月24日。
5. ↑  九龍巴士（一九三三）有限公司，〈671X 早上特快班次經東區走廊不停銅鑼灣至北角 （页面存档备份，存于）〉［宣傳單張］。
6. ↑  配合南港島線（東段）通車的公共交通服務之修訂重組計劃（2014年3月版本）（附件七）[永久]，南區區議會屬下交通及運輸事務委員會
7. ↑  . www.facebook.com.   [2014-12-30]. （原始内容存档于2020-04-05）.
8. ↑  試行路線結果176快過671X （页面存档备份，存于），羅健熙Facebook專頁，2014年5月。
9. ↑  . www.facebook.com.   [2014-12-30]. （原始内容存档于2020-04-05）.
10. ↑  2020-2021年度南區巴士路線計劃參考資料 （页面存档备份，存于），2020年2月。

## 外部連結
- 681巴士總站－隧巴671線 （页面存档备份，存于）
- 681巴士總站－隧巴671X線
- 城巴 過海隧巴671線[]
- 城巴 過海隧巴671X線[]
- 九巴 過海隧道巴士671線 （页面存档备份，存于）
- 九巴 過海隧道巴士671X線